# José de Aguinaga Keller
José de Aguinaga Keller (1883-1971) fue un ingeniero de caminos español.

## Biografía
Hijo del ingeniero Ramón de Aguinaga, nació en 1883. Fue junto a su padre uno de los promotores tanto del ferrocarril eléctrico del Guadarrama como del ferrocarril Santander-Mediterráneo. Intervino personalmente en el proyecto de la línea del Guadarrama, siendo autor del tramo Cercedilla-Navacerrada. En abril de 1933, tras el fallecimiento de su padre, asumió la presidencia del consejo de administración de la Compañía del Ferrocarril Santander-Mediterráneo. Durante la década de 1950 llegó a ejercer el cargo de director general de Ferrocarriles. Falleció en 1971.